# ローマン・ツルサンケ
ローマン・ツルサンケ（ルーマニア語: Roman Turuşanco、1917年2月13日 - 2003年）は、チェコ、プラハ出身、ルーマニアのフィギュアスケート選手（男子シングル）。1936年ガルミッシュ・パルテンキルヘンオリンピックルーマニア代表。

## 主な戦績
| 大会/年      | 1936-37 |
| ------------ | ------- |
| オリンピック | 19      |